# De Grote Sprong
De Grote Sprong was een Vlaams televisieprogramma van VTM, waarin bekende Vlamingen schoonspringen. Het eerste seizoen begon in september 2013. Het programma is gebaseerd op het Celebrity Splash!-format waarop ook het Nederlandse Sterren Springen op Zaterdag is gebaseerd. De oudste gelijksoortige programmaformule is TV total Turmspringen, een programma dat sinds 2004 loopt op het Duitse ProSieben.
De Grote Sprong werd rechtstreeks uitgezonden vanuit het (intussen afgebroken) Provinciaal Olympiabad in Brugge. De deelnemers trainen voor de uitzending onder begeleiding van de ervaren schoonspringers Hassan Mouti, Tanya Ilieva en Steve Black. Tijdens de uitzending worden per deelnemer beelden van de training getoond, waarna de deelnemer live een sprong maakt. De sprong wordt beoordeeld door een jury, bestaande uit Frans van de Konijnenburg, Anna Bader en Frédérik Deburghgraeve. De presentatie is in handen van Evi Hanssen en Kürt Rogiers.
Per aflevering springen zes kandidaten. De achttien kandidaten worden initieel verdeeld over drie voorrondes. Ze worden beoordeeld door de jury en het publiek middels televoting. De drie eersten in een voorronde zijn rechtstreeks geplaatst voor een halve finale. De vierde en vijfde springen een tweede maal waarna de jury selecteert, de verliezer van deze 'spring-off' en de laatst geklasseerde vallen af. De 12 halvefinalisten dingen vervolgens in twee halve finales naar de plaatsen in de finale.

## Seizoen 1 - Najaar 2013
Ian Thomas won de eerste aflevering, voor Véronique De Kock en Gella Vandecaveye. Sean Dhondt raakte gekwetst tijdens de training, en kon uiteindelijk niet aantreden. Daardoor viel in de aflevering niemand direct af en dongen slechts vijf kandidaten naar de vier plaatsen van de halve finale. Sergio Quisquater won de spring-off van Anouchka Balsing die deze aflevering niet overleefde.
In de tweede aflevering liet Johan Museeuw zich om medische redenen in de voorbereiding al vervangen door Jo Hens. Kato kon eveneens om medische redenen niet de sterkste prestatie neerzetten wat zich vertaalde in een lagere score van de jury. De televoting kon dit voor haar niet compenseren. Diezelfde televoting deed de door de jury als vierde geklasseerde Niels De Jonck wel voor Tanja Dexters en zijn moeder Sonja Kimpen als tweede eindigen, wat er toe leidde dat hij de spring-off ontliep en zijn moeder in zijn plaats een tweede sprong moest tonen. Sonja Kimpen haalde het hierbij van Jo Hens. Jury en publiek waren het in de tweede aflevering eens dat Kevin Rans de aflevering won.
De derde aflevering kende zeven deelnemers met een herstelde Sean Dhondt. De vakjury gaf de hoogste punten aan de mannelijke deelnemers, door de stemmen van het publiek sprong Stephanie Planckaert nog over Jess Donckers en kon ze zo een plaats in de spring-off tegen Cedric Dumont afdwingen. Stephanie verloor, en viel dus net als Jess en Hanne Troonbeeckx in deze aflevering af. Rik Verheye moest enkel de winnaar van de derde voorronde Michael Pas laten voorgaan.
In de eerste halve finale moesten de kandidaten zichzelf overtreffen en een sprong van hogere moeilijkheidsgraad uitvoeren. Om de kandidaten zover te brengen, organiseerden de coaches een sprong van de calanques van Cassis met Sergio Quisquater, Gella Vandecaveye, Kevin Rans en Tanja Dexters. Tijdens de trainingen in Brugge moest Véronique De Kock na een rugletsel met een MUG naar het ziekenhuis afgevoerd worden. Ze sprong toch tijdens de uitzending maar kon noch jury noch publiek overtuigen finalewaardig te zijn. Gella Vandecaveye eindigde vierde voor de jury, maar werd door het publiek naar de vijfde plaats verwezen. Het was Sergio die door het publiek van een vijfde verloren positie naar een derde plaats werd gestemd. Sean Dhondt zakte van de derde naar de vierde plaats. In de splash off maakte Sergio het de jury gemakkelijk door met een Supermansprong de derde finaleplaats aan Sean Dhondt te laten. Keven Rans eindigde zowel voor jury als publiek tweede, na de door iedereen als winnaar aangeduide Tanja Dexters.
De tweede halve finale kende Niels De Jonck als winnaar van jury en publiek en Ian Thomas als tweede volgens zowel jury en publiek. De jury plaatste Michael Pas derde en Cedric Dumont vierde.  Rik Verheye die ook deze aflevering voor een komische noot zorgde met de nodige verkleedpartijen eindigde voor de jury voorlaatste, voor Sonja Kimpen die door een slechte landing de laagste quotering kreeg. Het publiek wisselde de score van Sonja Kimpen en Cedric Dumont waardoor deze laatste samen met Rik Verheye uitviel, en Sonja Kimpen kon herkansen in een spring-off tegen Michael Pas. De tweede sprong van Kimpen was veel beter en met 2 tegen 1 stemde de jury haar en niet Michael Pas in de finale.
De finale werd ingezet met synchro sprongen waarbij de finalisten in drie groepen werden verdeeld: Tanja Dexters met Kevin Rans, Ian Thomas met Sean Dhondt en Niels De Jonck met zijn moeder Sonja Kimpen. De eerste twee groepen kregen de hoogste scores voor hun sprongen, met nog een licht hogere score voor Tanja en Ian. De familie De Jonck - Kimpen eindigde laatste voor de jury en de televoting kon dit niet veranderen. De vier eerst geklasseerden deden vervolgens een individuele sprong. Daar haalde Ian het voor Tanja, Kevin en Sean volgens de jury. De televoting veranderde ook hier niet het resultaat zodat Ian Thomas uitkwam in de ultieme sprong tegen Tanja Dexters. Volgens de drie juryleden zou Tanja deze laatste sprong moeten winnen en ook dit werd door het publiek zo beslist.
Er is nog niet beslist of er een tweede seizoen komt. In het eerste seizoen had het programma gemiddeld 650.000 kijkers per aflevering.
Een tweede reeks in hetzelfde zwembad zal er niet meer komen daar het complex afgebroken werd in het voorjaar 2015, om plaats te maken voor een moderner zwembad.

### De kandidaten
| Bekende Vlaming      | Beroep                               | R1 | R2 | R3 | H1 | H2 | F |
| -------------------- | ------------------------------------ | -- | -- | -- | -- | -- | - |
| Tanja Dexters        | presentatrice, model, ex-miss België |    | 3  |    | 1  |    | 1 |
| Ian Thomas           | zanger                               | 1  |    |    |    | 2  | 2 |
| Kevin Rans           | ex-polsstokspringer                  |    | 1  |    | 2  |    | 3 |
| Sean Dhondt          | muzikant                             | -  |    | 3  | 3  |    | 3 |
| Niels De Jonck       | model, zoon Sonja Kimpen             |    | 2  |    |    | 1  | 5 |
| Sonja Kimpen         | gezondheidsgoeroe                    |    | 4  |    |    | 3  | 6 |
| Michael Pas          | acteur                               |    |    | 1  |    | 4  | X |
| Sergio Quisquater    | zanger                               | 4  |    |    | 4  | X  | X |
| Rik Verheye          | acteur                               |    |    | 2  |    | 5  | X |
| Gella Vandecaveye    | ex-judoka                            | 3  |    |    | 5  | X  | X |
| Cedric Dumont        | stuntman                             |    |    | 4  |    | 6  | X |
| Véronique De Kock    | presentatrice, ex-miss België        | 2  |    |    | 6  | X  | X |
| Stephanie Planckaert | mediafiguur                          |    |    | 5  | X  | X  | X |
| Anouchka Balsing     | danslerares                          | 5  |    |    | X  | X  | X |
| Jo Hens              | acteur                               |    | 5  |    | X  | X  | X |
| Jess Donckers        | mediafiguur                          |    |    | 6  | X  | X  | X |
| Kato                 | zangeres                             |    | 6  |    | X  | X  | X |
| Hanne Troonbeeckx    | presentatrice                        |    |    | 7  | X  | X  | X |